# Can Cot (Montseny)
Can Cot és una masia de Montseny (Vallès Oriental) inclosa a l'Inventari del Patrimoni Arquitectònic de Catalunya.

## Descripció
La planta de la masia és actualment basilical, però pot ser que un dels laterals sigui més tardà perquè la solució de la teulada no és igual en un que en l'altre; el cos central és el més elevat. El carener no fa un clar vèrtex a la façana, ja que a la part superior té una forma curvilínia. La porta té 13 dovelles i sobre ella hi ha una finestra amb un petit ampit i dues pedres laterals sortints a manera de suport. També a la façana té una finestra espitllera. A banda i banda de la porta hi ha dos llargs pedrissos.

## Història
Es coneix l'existència d'un Barthomeu Quot l'any 1515.